# Strobiderus carayoni
Strobiderus carayoni là một loài bọ cánh cứng trong họ Chrysomelidae. Loài này được Berti miêu tả khoa học năm 1986.